# Yuen Wah
Yuen Wah (元華; settembre 1950) è un artista marziale e attore hongkonghese.

## Biografia
Nato nel settembre 1950, Yuen Wah (Yuan Hua, in Pinyin) frequenta la stessa Scuola dell'Opera di Pechino a Hong Kong che frequentano Jackie Chan, Sammo Hung e Yuen Biao. Durante questo periodo Wah si contraddistingue per la sua ottima espressività e per la sua eccezionale capacità di esecuzione delle arti marziali. Dall'inizio degli anni settanta in poi, Wah partecipa a più di cento film di arti marziali, sia come protagonista che come caratterista.
Nel 1972 ottiene un piccolo ruolo in Dalla Cina con furore (Jing wu men o Fist of Fury), di Lo Wei, in cui sfida sullo schermo il protagonista Bruce Lee. Nel film Wah ricopre anche la mansione di stuntman dello stesso Lee, vista la somiglianza fisica: il risultato è così buono che ricoprirà la stessa mansione negli altri film di Lee. Questa peculiarità di Wah verrà citata da lui stesso, con scopi umoristici, nel film Legend of the Dragon (Long de chuan ren, 1990), di Danny Lee. Nel 1992 ha interpretato il film A Kid from Tibet, regia di Yuen Biao.
Ha lavorato anche a fianco di star internazionali come Jet Li (in The Master nel 1989), Jackie Chan (in Dragons Forever nel 1988, e Police Story 3: Supercop nel 1992), Sammo Hung (in La gang degli svitati e in The First Mission, entrambi del 1985) e Stephen Chow (in più film). Nel 2004 interpreta il ruolo del Signor Padrone nel film comico/demenziale Kung Fusion (Kung Fu), parodia dissacratoria dei film di genere. Nel 2021 appare in un cameo in Shang-Chi e la leggenda dei Dieci Anelli.